# Roullet-Saint-Estèphe
Roullet-Saint-Estèphe és un municipi francès situat al departament del Charente i a la regió de la Nova Aquitània. L'any 2007 tenia 3.686 habitants.

## Demografia

### Població
El 2007 la població de fet de Roullet-Saint-Estèphe era de 3.686 persones. Hi havia 1.408 famílies de les quals 244 eren unipersonals (96 homes vivint sols i 148 dones vivint soles), 548 parelles sense fills, 552 parelles amb fills i 64 famílies monoparentals amb fills.
La població ha evolucionat segons el següent gràfic:
Habitants censats

### Habitatges
El 2007 hi havia 1.519 habitatges, 1.432 eren l'habitatge principal de la família, 15 eren segones residències i 72 estaven desocupats. 1.450 eren cases i 58 eren apartaments. Dels 1.432 habitatges principals, 1.190 estaven ocupats pels seus propietaris, 216 estaven llogats i ocupats pels llogaters i 26 estaven cedits a títol gratuït; 6 tenien una cambra, 28 en tenien dues, 175 en tenien tres, 490 en tenien quatre i 733 en tenien cinc o més. 1.168 habitatges disposaven pel capbaix d'una plaça de pàrquing. A 575 habitatges hi havia un automòbil i a 795 n'hi havia dos o més.

### Piràmide de població
La piràmide de població per edats i sexe el 2009 era:
| Homes | Edats   | Dones |
| ----- | ------- | ----- |
| 0     | 95 o +  | 0     |
| 4     | 90 a 94 | 24    |
| 0     | 85 a 89 | 32    |
| 12    | 80 a 84 | 20    |
| 32    | 75 a 79 | 40    |
| 52    | 70 a 74 | 60    |
| 88    | 65 a 69 | 68    |
| 80    | 60 a 64 | 100   |
| 76    | 55 a 59 | 120   |
| 144   | 50 a 54 | 116   |
| 124   | 45 a 49 | 172   |
| 160   | 40 a 44 | 152   |
| 144   | 35 a 39 | 120   |
| 136   | 30 a 34 | 132   |
| 80    | 25 a 29 | 96    |
| 104   | 20 a 24 | 56    |
| 124   | 15 a 19 | 124   |
| 128   | 10 a 14 | 124   |
| 140   | 5 a 9   | 88    |
| 96    | 0 a 4   | 72    |

## Economia
El 2007 la població en edat de treballar era de 2.466 persones, 1.820 eren actives i 646 eren inactives. De les 1.820 persones actives 1.679 estaven ocupades (892 homes i 787 dones) i 141 estaven aturades (65 homes i 76 dones). De les 646 persones inactives 282 estaven jubilades, 174 estaven estudiant i 190 estaven classificades com a «altres inactius».

### Ingressos
El 2009 a Roullet-Saint-Estèphe hi havia 1.527 unitats fiscals que integraven 3.926,5 persones, la mediana anual d'ingressos fiscals per persona era de 18.503 €.

### Activitats econòmiques
Dels 144 establiments que hi havia el 2007, 2 eren d'empreses extractives, 3 d'empreses alimentàries, 1 d'una empresa de fabricació d'elements pel transport, 3 d'empreses de fabricació d'altres productes industrials, 36 d'empreses de construcció, 36 d'empreses de comerç i reparació d'automòbils, 13 d'empreses de transport, 8 d'empreses d'hostatgeria i restauració, 4 d'empreses financeres, 4 d'empreses immobiliàries, 16 d'empreses de serveis, 11 d'entitats de l'administració pública i 7 d'empreses classificades com a «altres activitats de serveis».
Dels 47 establiments de servei als particulars que hi havia el 2009, 1 era una oficina de correu, 7 tallers de reparació d'automòbils i de material agrícola, 9 paletes, 4 guixaires pintors, 8 fusteries, 5 lampisteries, 4 electricistes, 2 empreses de construcció, 4 perruqueries, 2 restaurants i 1 saló de bellesa.
Dels 7 establiments comercials que hi havia el 2009, 1 era una gran superfície de material de bricolatge, 1 una botiga de menys de 120 m², 2 fleques, 1 una botiga de congelats, 1 una llibreria i 1 un drogueria.
L'any 2000 a Roullet-Saint-Estèphe hi havia 49 explotacions agrícoles que ocupaven un total de 2.788 hectàrees.

## Equipaments sanitaris i escolars
El 2009 hi havia 1 hospital de tractaments de mitja durada (seguiment i rehabilitació) i 1 farmàcia.
El 2009 hi havia 1 escola maternal i 2 escoles elementals.

## Poblacions més properes
El següent diagrama mostra les poblacions més properes.